# Liste de caméos

## Caméo du réalisateur
Alfred Hitchcock en est l'exemple-type : sa silhouette bien connue fait une apparition dans 37 de ses films entre 1926 et 1976 (voir caméos d'Hitchcock). 
Mais on peut également citer (par ordre alphabétique de réalisateur) :
- Pedro Almodóvar apparaît parmi la foule de veuves qui astiquent les tombes dans le travelling introductif de Volver.
- Richard Attenborough fait une brève apparition dans Un pont trop loin (1977). Il est l'un des fous, celui portant des lunettes.
- Michel Audiard apparaît rapidement dans le rôle d'un preneur de son de la télévision dans son film Elle boit pas, elle fume pas, elle drague pas, mais... elle cause ! Il apparait aussi en infirmier à la 52eme minute, poussant un brancard dans Comment réussir quand on est con et pleurnichard.
- Lisa Azuelos apparaît comme la psychologue d'Anne dans son film LOL. Dans Comme t'y es belle !, elle apparaît à deux reprises dans deux rôles différents : d'abord comme une invitée au repas de famille pour Yom Kippour, et ensuite comme la sœur de Paul, lorsqu'ils allument les bougies lors de Hanoucca.
- John Badham est l'homme en chemise jaune dans la régie vidéo lors de l'annonce de l'agression de Diane McNeely au début de Tonnerre de feu.
- Michael Bay parmi les techniciens optiques lors de la capture en image de l'astéroïde dans Armageddon.
- Xavier Beauvois apparaît dans La Rançon de la gloire dans le rôle du Monsieur Loyal du cirque dans lequel travaille Benoît Poelvoorde.
- Nicolas Bedos apparaît à la fin de son film OSS 117 : Alerte rouge en Afrique noire.
- Luc Besson apparaît dans Le Grand Bleu dans le rôle d'un concurrent du championnat du monde d'apnée, qui comme les autres ne tiendra pas du tout le coup ainsi que dans Subway où il joue le rôle d'un conducteur de RER braqué par Richard Bohringer.
- Tim Burton apparaît furtivement dans Miss Peregrine et les Enfants particuliers ou il joue un passager d'une nacelle du manège heurté par l'un des squelettes mais aussi dans son film Pee-Wee Big Adventure dans le rôle d’un mauvais garçon dans une ruelle.
- Yves Boisset apparaît dans Espion, lève-toi en tant qu'adjoint de Bruno Cremer.
- Gérard Blain apparaît dans le rôle d'un passant qui demande du feu au jeune Paul, acteur principal du film autobiographique Un enfant dans la foule.
- Philippe de Broca apparaît dans Le Magnifique, qu'il a réalisé en 1975, dans la peau d’un électricien en binôme.
- Chris Columbus apparaît en tant que client au Plazza Hôtel dans Maman j'ai encore raté l'avion... Il est reconnaissable avec une fille, qui n'est autre que sa vraie fille, sur ses épaules.
- Charlie Chaplin, acteur principal de toutes ses précédentes réalisations, apparaît quelques secondes comme simple livreur dans L'Opinion publique qu'il réalise en 1923, film dramatique où le personnage de Charlot n'est pas présent. Il apparaîtra ensuite en 1967 dans le dernier film qu'il a réalisé, la Comtesse de Hong-Kong, en tant que steward sujet au mal de mer.
- Francis Ford Coppola apparaît quelques secondes avec son équipe dans Apocalypse Now, en réalisateur de télévision : il donne des consignes de tournage au personnage principal en lui criant « Faites semblant de vous battre ! ».
- Costa-Gavras intègre à une séquence de son film Section spéciale, sorti en 1975, un caméo avec trois participants : alors qu'au premier plan des bourreaux déjeunent en terrasse, apparaissent attablés au second plan Costa-Gavras lui-même, Yves Montand (vedette de trois des quatre longs métrages auparavant réalisés par le cinéaste) et Bob Castella (pianiste de Montand), tous les trois costumés en miliciens[1].
- Xavier Dolan apparaît dans son film Mommy en jouant le rôle de Steve plus âgé. Puis fait une brève apparition dans Laurence Anyways lors du bal.
- Dominique Farrugia apparaît comme directeur d'un funérarium dans Trafic d'influence qu'il réalisa en 1999.
- Jon Favreau dans le rôle du chauffeur est à la fois acteur et réalisateur dans les films Iron Man et Iron Man 2. Happy Hogan, le personnage qu'il joue, sera malgré tout récurrent dans plusieurs films de l'Univers cinématographique Marvel .
- Jean Girault apparaît dans quelques-uns de ses films : boursier dans Pouic-Pouic, vendeur dans Le Gendarme de Saint-Tropez ou encore vacancier dans Les Charlots font l'Espagne.
- Jean-Luc Godard fait de brèves apparitions dans quelques-uns de ses films comme À bout de souffle (un indicateur), Le Petit Soldat (un homme dans une gare), Le Mépris (1963, un assistant réalisateur).
- Peter Jackson est un habitué des caméos : dans Créatures célestes, c'est un poivrot à la sortie d'un cinéma ; dans Fantômes contre fantômes, un homme plein de piercings ; dans chacune des parties du Seigneur des anneaux, il fait des apparitions (ainsi parmi les pirates des corsaires d'Umbar dans la version longue du Retour du roi), de même que ses deux enfants, la plupart des membres importants de son équipe, ou encore un petit-fils de J. R. R. Tolkien.
- Gérard Jugnot se fait apparaître lui-même en tant que réalisateur dans la pirouette finale de Pinot simple flic, il ne s'agit pas à proprement parler d'un caméo, plutôt d'une mise en abyme en forme de clin d'œil, mais dans le même film, Jugnot donne des caméos à plusieurs autres réalisateurs qui l'avaient fait tourner précédemment en tant qu'acteur. Patrice Leconte (Les Bronzés) notamment apparaît en voyageur de métro incommodé par l'odeur de Pinot, déguisé en clochard. Jean-Marie Poiré apparaît également dans le film (il est l'homme qui attend le dernier métro en chantonnant, le walkman sur les oreilles).
- Mathieu Kassovitz, dans son film La Haine, prend le rôle d'un skinhead auquel se confronte le trio d'acteurs principaux.
- Edmond Keossaian apparaît dans son film Les Nouvelles Aventures des insaisissables sous les traits d'un fileur (1968).
- Stephen King se fait insulter par un distributeur de billets dans Maximum Overdrive.
- Cédric Klapisch a jusqu'à présent toujours fait une brève apparition dans chacun ses films, notamment dans Le Péril jeune où il joue le jeune papa du début du film, dans Chacun cherche son chat il joue le passant qui regarde l'affiche du chat perdu, L'Auberge espagnole où il apparaît dans le rôle d'un professeur égaré demandant son chemin ; dans Les Poupées russes (2005), où il vient frapper à la porte de toilettes dans l'Eurostar, alors que Xavier (Romain Duris) y est occupé à écrire sur son ordinateur. Dans Un air de famille (1996), il interprète le père des personnages principaux lors de scènes de flash-back non dialoguées. Dans Ce qui nous lie (2017) il incarne un vendangeur à la fin du film. Il apparaît également dans Riens du tout, Peut-être, Ni pour ni contre (bien au contraire), Paris, Deux moi.
- Serge Korber apparaît dans Un idiot à Paris en tant que serveur, puis en tant que ministre ayant des difficultés à couper le ruban dans Sur un arbre perché.
- Jan Kounen, apparaît dans son film Dobermann comme client dans l'entrée de la banque avant que la bande du Dobermann n'y envoie une roquette. Il tient aussi le rôle de Billy, fils du shérif, dans le film Blueberry, l'expérience secrète, et un malade mental dans 99 francs. Il apparait aussi dans le film 9 mois ferme d'Albert Dupontel comme le détenu chauve #2.
- Gérard Krawczyk apparaît dans au moins trois films qu'il a réalisés : L'Été en pente douce, comme moniteur de colonie de vacances, Taxi 3, où il joue un policier, et La vie est à nous ! en tant que client du bar. Il apparaît également dans le film Cliente réalisé par Josiane Balasko.
- Stanley Kubrick fait une brève apparition de dos dans son film Orange mécanique, au moment où Alex se rend chez le disquaire.
- Philippe Labro apparaît quelques secondes en journaliste dans L'Héritier.
- John Landis poussa plus loin le concept du caméo en créant des caméos récurrents et dont les apparitions respectent une certaine logique. En effet, chacun de ses films reprend au moins un personnage de ses films précédents. Ainsi, le singe de Schlock apparaît dans Un fauteuil pour deux, les patrons de Louis dans Un fauteuil pour deux apparaissent dans Un prince à New York, et ainsi de suite.
- Georges Lautner apparaît dans Attention ! Une femme peut en cacher une autre en 1983, en tant que médecin qui examine Eddy Mitchell. Bien avant John Landis, Georges Lautner dans Les Tontons flingueurs fait se croiser Lino Ventura et Paul Meurisse avec qui il venait de réaliser la série du Monocle. Lautner apparaît dans Marche ou crève à 1h27, en tant qu'indicateur des services secrets.
- Patrice Leconte apparaît dans le rôle d'un candidat malchanceux dans Tandem
- Joseph Losey est un client qui trinque dans un bar japonais dans La Truite.
- George Lucas est visible avec sa fille Katie dans la galerie de l'opéra de Coruscant dans La Revanche des Sith, il joue le rôle du Baron Papanoida, de race Wroonians. Il fait également une apparition dans Le Flic de Beverly Hills 3 comme touriste dans le parc d'attraction où se déroule l'action.
- Claude Miller croise l'héroïne de Le Sourire dans la foule de la fête foraine.
- Édouard Molinaro apparaît comme barman dans L'Emmerdeur, vendeur de journaux dans Pour 100 briques t'as plus rien... et l'homme qui entre dans l'ascenseur dans À gauche en sortant de l'ascenseur.
- Hervé Palud joue le rôle de l'homme avec les écouteurs et la casquette rouge dans Un Indien dans la ville.
- Max Pécas apparaît comme le commissaire de Saint-Tropez qui rend le portefeuille perdu  par Antoine dans Les branchés à Saint-Tropez.
- Jean-Marie Poiré apparaît à la fin des Visiteurs et également en tant que photographe qui s'écrie « splendiiide » dans Les Anges gardiens.
- Yves Robert est également un spécialiste du caméo : photographe au mariage dans Ni vu... Ni connu..., chef d'orchestre dans Le Grand Blond avec une chaussure noire et sa suite, homme dans l'ascenseur dans Le Jumeau, automobiliste furtif dans Le Bal des casse-pieds.
- Martin Scorsese est aussi un habitué des caméos, parfois de petits rôles : dans Taxi Driver, il joue même deux caméos : le rôle d'un client de taxi expliquant qu'il va tuer sa femme et celui d'un homme regardant Cybill Shepherd sortant de son travail. À l'origine, Scorsese ne devait interpréter que l'homme regardant Shepherd, et celui de l'homme envisageant de tuer sa femme devait être joué par un acteur qui ne put tourner. Scorsese le remplaça ; dans Casino, on le voit dans la salle où l'argent est compté ; dans After Hours, il apparaît dans une discothèque ; dans Gangs of New York, il joue le rôle d'un nanti et dans Le Temps de l'innocence il apparaît en photographe, mettant en scène une pose d'une des héroïnes... Il fait parfois participer sa mère ou son père. On le retrouve plus récemment dans Killers of the Flower Moon où il apparait à la fin du film sur une scène de spectacle.
- M. Night Shyamalan n'hésite pas à écrire pour lui-même des scènes certes courtes mais assez marquantes puisqu'il s'y donne souvent des rôles négatifs : dealer dans Incassable, chauffard assassin dans Signes, médecin dans Sixième Sens... On est ici à la limite entre le caméo et le vrai rôle. Il est aussi présent dans Le Village, où il joue le rôle d'un garde forestier, mais son visage n'est pas filmé : on ne le voit que dans le reflet d'une vitre. Dans Phénomènes, on entend sa voix dans le téléphone de l'héroïne et dans La Jeune Fille de l'eau, il incarne le rôle d'un des voisins de l'immeuble.
- Barry Sonnenfeld apparaît en tant que père du garçon aux lunettes dans Les Valeurs de la famille Addams et en tant que locataire de l'ex-appartement de K dans Men in Black II.
- Steven Spielberg, lui aussi, apparaît dans ses films, ou ceux d'autres réalisateurs : un touriste à l'aéroport dans Indiana Jones et le Temple maudit, l'homme sur la chaise électrique dans Gremlins, un mangeur de pop-corn dans Jurassic Park 2, un receveur d'impôts dans The Blues Brothers de John Landis ou son propre rôle dans Austin Powers dans Goldmember et également dans le film Vanilla Sky (de Cameron Crowe) où David Aames (Tom Cruise) le serre dans ses bras lors de son anniversaire. Le réalisateur fait par ailleurs un caméo involontaire et presque indécelable dans son film Duel où, dans une scène, on peut apercevoir son reflet dans la vitre d'une cabine téléphonique.
- Sylvester Stallone se fait bousculer dans la rue par John Travolta dans Staying Alive, qu'il réalise.
- Oliver Stone fait une brève apparition dans le film Wall Street en tant que courtier en train d'acheter des actions par téléphone et dans Wall Street : L'argent ne dort jamais. On le retrouve également dans Platoon, où il campe un officier américain en plein briefing dans un bunker qui est sur le point de se faire détruire par un soldat nord-vietnamien kamikaze.
- Quentin Tarantino apparaît dans la plupart des films qu'il réalise, comme dans son premier film Reservoir Dogs où il joue Mr Brown. On le voit dans son deuxième film Pulp Fiction, où il tient le petit rôle de Jimmie. Il est une des voix off dans son troisième film Jackie Brown où il donne sa voix au répondeur de Jackie. Il joue également le barman dans la première partie de son cinquième film Boulevard de la mort. Il apparaît brièvement par trois fois dans son sixième film Inglourious Basterds où, tout d'abord, il figure le premier nazi se faisant scalper, puis dans le film contenant un film Nation's Pride - Stolz der Nation (réalisé par Eli Roth) on peut l'entendre dire « Il faut détruire cette tour ! » et enfin ce sont ses mains qui étranglent von Hammersmark. Dans son septième film Django Unchained il joue le rôle d'un cow-boy ainsi qu'un des membres du Ku Klux Klan nommé Robert ; il apparaît également dans la scène post-crédits du même film. Il donne sa voix de narrateur dans son huitième film Les Huit Salopards.
- Un sosie de Jacques Tati (Jacques Cottin) est un usager du métro parisien dans Domicile conjugal de François Truffaut[2].
- Pierre Tchernia, qui a réalisé Le Viager y apparaît en tant que journaliste télé. Il apparaît également dans d'autres films : Astérix et Obélix : Mission Cléopâtre ou La Belle Américaine, qu'il coréalisa avec Robert Dhéry.
- Éric Toledano et Olivier Nakache dans Samba, respectivement animateur de poney et serveur de bar.
- François Truffaut, acteur principal de plusieurs de ses propres films, apparaît brièvement dans Les Quatre Cents Coups où on le voit entrer et sortir de l'attraction foraine, dans L'Argent de poche au volant de sa voiture, dans L'Histoire d'Adèle H. en soldat et au début de L'Homme qui aimait les femmes où on le voit se découvrir devant le passage du corbillard.
- Jaco Van Dormael apparaît brièvement dans Mr Nobody, dans le rôle d'un chômeur brésilien.
- Gus Van Sant apparaît un instant dans son film My Own Private Idaho où on le voit derrière la réception d'un hôtel. Dans Psycho, son remake plan pour plan de Psychose, il apparaît au même endroit qu'Alfred Hitchcock dans l'original, parlant à un sosie d'Alfred Hitchcock.
- Thomas Vinterberg fait une brève apparition dans Festen où il joue un chauffeur de taxi.
- Claude Zidi apparaît furtivement dans Ripoux 3 derrière Philippe Noiret lorsque celui-ci est sur le marché.

## Caméo du producteur
| Titre du film                         | Producteur           | Personnage                            | Remarques |  |
| ------------------------------------- | -------------------- | ------------------------------------- | --- |  |
| La Haine                              | Christophe Rossignon | Chauffeur de taxi                     | |  |
| Je vais bien, ne t'en fais pas        | Christophe Rossignon | Professeur de lycée                   | |  |
| Jeux d'enfants                        | Christophe Rossignon | Médecin                               | |  |
| Narco                                 | Christophe Rossignon | Chauffeur de car                      | |  |
| Rosemary's Baby                       | William Castle       | L'homme impatient                     | Celui qui attend à l'extérieur de la cabine téléphonique, quand Rosemary attend que son médecin la rappelle. |  |
| Les Bidasses en folie                 | Christian Fechner    |                                       | |  |
| Les Fous du stade                     | Christian Fechner    |                                       | |  |
| Le Grand Bazar                        | Christian Fechner    |                                       | |  |
| Les Trois Frères                      | Claude Berri         | Juge d'instruction                    | Le premier film des Inconnus                                                                                 |  |
| Les Rois mages                        | Claude Berri         | Un passant                            | |  |
| Didier                                | Claude Berri         | Un voyageur assis dans l'aéroport     | |  |
| Astérix et Obélix : Mission Cléopâtre | Claude Berri         | Peintre de la reine                   | |  |
| James Bond                            | Michael G. Wilson    |                                       | courtes apparitions dans les films                                                                           |  |
| L.627                                 | Alain Sarde          | Invité "casse-pied" lors d'un mariage | |  |

## Caméo d'acteurs célèbres
- En 1927, dans A Kiss from Mary Pickford de Sergueï Komarov, le réalisateur insère des images d'actualité du couple Mary Pickford et Douglas Fairbanks, prises lors de leur visite à Moscou en 1926.
- En 1976, dans Les Rescapés du futur, Yul Brynner reprend son rôle de robot tueur de Mondwest lors d'une brève séquence de rêve. Ce sera sa dernière apparition cinématographique.
- En 1977, dans Opening Night, de John Cassavetes, Peter Falk offre un bouquet de fleurs à Myrtle Gordon, alias Gena Rowlands, qui sort de scène.
- Dans Maverick de Richard Donner, on retrouve Danny Glover en gangster braqueur de banque qui croise la route de Bret Maverick (joué par Mel Gibson) sur le fond musical du thème de L’Arme fatale, saga du même réalisateur avec ce même duo.
- Dans Minority Report, on peut voir brièvement des vedettes telles que Cameron Diaz dans le train et Cameron Crowe dans le bus.
- Grosse Fatigue de Michel Blanc, The Player de Robert Altman exploitent intensément le recours à des acteurs dans leur propres rôles.
- Arnold Schwarzenegger apparaît au début de Bienvenue dans la jungle et souhaite bonne chance à The Rock en passant à côté de lui. Une façon de lui souhaiter bonne chance dans sa carrière d'acteur, et une forme de passation de pouvoir entre les deux colosses.
- Dans Jurassic Park 2, quand le T-Rex se balade en ville, on peut voir une affiche pour Le Roi Lear interprété par Arnold Schwarzenegger.
- Dans La Ligne rouge de Terrence Malick, les acteurs George Clooney et John Travolta font une apparition dans une scène chacun.
- Confessions d'un homme dangereux de George Clooney voit aussi l'apparition de Brad Pitt et Matt Damon, ainsi qu'un rôle secondaire pour Julia Roberts.
- Glenn Close apparaît dans Hook de Steven Spielberg grimée en pirate qui, s'étant attiré les foudres du capitaine Crochet, va finir dans le « coffre à bobos ».
- Dans Taxi 3, on peut voir Samy Naceri servir de chauffeur à un homme poursuivi qui n'est autre que Sylvester Stallone. Celui-ci est finalement hélitreuillé et disparaît du film.
- Bruce Campbell apparaît dans la plupart des films de Sam Raimi.
- Dans Hot Fuzz au début du film lors des flashbacks de la vie de Angel, on voit un père Noël lui poignarder la main. Ce père Noël est en fait Peter Jackson, réalisateur de King Kong et de la trilogie du Seigneur des anneaux au cinéma. De même, la copine du personnage principal dont on ne voit que les yeux au début du film est jouée par Cate Blanchett, actrice vue notamment dans Le Seigneur des anneaux.
- Dans Ocean's Eleven, le personnage de Brad Pitt apprend à jouer au poker à des acteurs de séries télévisées (Holly Marie Combs par exemple), qu'il appelle par leurs vrais prénoms.
- Dans Ocean's Twelve, le personnage de Julia Roberts, pour un braquage, se fait passer pour Julia Roberts. Elle rencontre ensuite Bruce Willis qui la prend pour la vraie actrice et non pour le personnage de Tess Ocean.
- Dans Les Sœurs Soleil, réalisé en 1997, Christian Clavier et Jean Reno apparaissent en spectateurs venus applaudir le spectacle de Gloria Soleil, à la fin du film.
- Dans The Brave de et avec Johnny Depp son ami, le chanteur et acteur Iggy Pop fait une brève apparition : il mange une énorme cuisse de volaille, assis à une table lors d'une fête vers la fin du film. D'ailleurs, c'est Iggy Pop qui a composé la musique de ce film.
- Dans Parle avec elle, Marisa Paredes et Cecilia Roth assistent au spectacle de Caetano Veloso.
- Ben Stiller joue le rôle d'un vendeur de guitares dans Tenacious D in The Pick of Destiny dont il est également le producteur.
- Les Charlots apparaissent quelques secondes à l'écran dans Je sais rien, mais je dirai tout de Pierre Richard.
- Lino Ventura fait une apparition clin d'œil dans deux films : Le Monocle rit jaune de Georges Lautner et La Rumba de Roger Hanin, qui sera sa dernière apparition au cinéma.
- Alain Delon fait une apparition furtive dans Carambolages en 1963 et, dix ans plus tard, dans Il était une fois un flic. On le voit également dans Ho ! de Robert Enrico (1968), où il manque de se faire renverser par la voiture dans laquelle Jean-Paul Belmondo a pris place.
- De même, Mireille Darc apparaît fugitivement dans Pour la peau d'un flic (1981), lorsqu’elle manque de se faire renverser par une voiture. Alain Delon, le conducteur — et compagnon de l’actrice à la ville —, la qualifie de « grande sauterelle », une allusion au rôle principal qu’elle tenait dans La Grande Sauterelle en 1967.
- Dans Je hais les acteurs et Merci la vie, on note l'apparition de Gérard Depardieu quelques secondes à l'écran, respectivement en tant que prisonnier et docteur.
- Chris Rock apparaît dans deux films, en 2004 dans Paparazzi : Objectif chasse à l'homme comme livreur de pizzas et en 2008 dans Rien que pour vos cheveux comme chauffeur de taxi.
- Pierre Richard apparaît en tant que pilote d'avion dans Tranches de vie en 1984.
- Jean-Paul Belmondo, tué dans le premier épisode, fait une apparition flash-back dans Borsalino & Co au début du film.
- Patrick Bruel, alors jeune chanteur et jeune acteur, fait une apparition en tant que chanteur dans le métro dans Marche à l'ombre de Michel Blanc (1984).
- Jean-Claude Brialy fait une apparition furtive dans Les Veinards, dans le sketch mettant en vedette Louis de Funès.
- Bruno Carette, décédé en 1989, fait une apparition posthume dans La Cité de la peur, au travers d'images dans lesquelles il incarne l'un de ses personnages les plus célèbres : Misou-Misou le pétomane. Dave apparait également dans ce film, pris par erreur pour une femme, de dos.
- Jason Statham fait une brève apparition dans Collatéral, on le voit dans l'aéroport. Il apparaît aussi dans La Panthère rose en 2006.
- George Clooney apparaît à la fin de Spy Kids.
- Dans Austin Powers dans Goldmember, Tom Cruise (Austin Powers), Danny DeVito (Mini-moi), Gwyneth Paltrow (Penny Sénorme), Kevin Spacey (Docteur Denfer) et John Travolta (Goldmember) tournent un film sur les aventures d'Austin Powers.
- Will Smith fait une apparition dans son propre rôle dans Père et Fille.
- Dans Charlie's Angels 2 : Les anges se déchaînent !, Bruce Willis fait une apparition.
- Gene Hackman apparaît à la fin de Le Mexicain.
- Matt Damon a fait des apparitions dans de nombreux films tels que À la recherche du bonheur, Père et Fille, Eurotrip.
- Jean Reno joue le rôle du président de Sabena Airlines dans Hotel Rwanda.
- Dans L'Incroyable Hulk, Robert Downey Jr qui reprend son rôle de Tony Stark dans Iron Man fait une apparition à la fin du film, discutant dans un bar avec le général Ross de la création d'un groupe de super héros, Les Vengeurs.
- Dans X-Men : Le Commencement on peut y voir Hugh Jackman dans son célèbre rôle de Wolverine lors d'une scène où il envoie "balader"  les jeunes Charles Xavier et Erik Lehnsherr. On peut également y voir une apparition de Rebecca Romijn (autre actrice interprétant Mystique), lorsque Mystique (Jennifer Lawrence) change d'apparence, clin d'œil au physique qu'elle arbore dans les précédents films.
- Dans The Holiday, Dustin Hoffman fait une apparition dans le vidéo club où Jack Black et Kate Winslet choisissent un film. C'est après que Jack Black a chanté la musique du film Le Lauréat et montré la jaquette du DVD Marathon Man que Dustin Hoffman s'en va en grommelant qu'il ne peut pas être tranquille, étant des films dans lesquels il a joué. D'ailleurs, cette apparition n'était pas écrite puisque l'acteur passait par hasard en voiture pendant le tournage et a décidé d'y jeter un œil. Connaissant la réalisatrice, il a accepté de faire un plan.
- Eddie Murphy apparaît brièvement dans une scène qui se déroule dans le corridor de l'hôpital dans Lorenzo.
- Bruce Willis joue un petit rôle dans Alarme fatale. C'est le propriétaire du camping-car qui se fait détruire.
- Dans Rosemary's Baby, de Roman Polanski, Tony Curtis n’apparaît pas à l'écran, mais c'est lui qui, dans une scène, parle au téléphone avec Mia Farrow (qui ignorait au moment du tournage qu'il s'agissait de lui). Même chose pour Michel Blanc dans Le père Noël est une ordure de Jean-Marie Poiré, dans lequel on n'entend que sa voix (son rôle se limite à celui d'un obsédé au bout du téléphone de la permanence de SOS détresse-amitié).
- Dans Paranoïa (Unsane) de Steven Soderbergh (2018), Matt Damon fait une brève apparition dans le rôle d'un détective privé, Ferguson. Il est crédité au générique de fin.

## Caméo des acteurs d'origine
Lorsqu'un remake d'un film (ou une adaptation d'une série télévisée) est réalisé, il arrive parfois que l'on puisse y voir les acteurs originaux :
- Dans Robin des Bois, prince des voleurs (1991), le très bref rôle du roi Richard est interprété par Sean Connery qui avait joué le rôle principal dans le film La Rose et la Flèche (Robin and Marian) (1976).
- Dans Les Nerfs à vif (1991), les héros de la version originale de 1962, Gregory Peck et Robert Mitchum, sont respectivement l'avocat de Cady (Robert De Niro) et le lieutenant Elgart.
- Dans La Planète des singes (2001), Charlton Heston, le héros du film de 1968, joue le rôle de Zaius, le seul singe muni d'un fusil. Charlton Heston était à l'époque président de la National Rifle Association of America.
- Dans Ocean’s Eleven (2001), Angie Dickinson fait une apparition alors qu’elle était la vedette féminine du film original de 1960.
- Dans Starsky & Hutch (2004), les héros de la série d'origine, Paul Michael Glaser et David Soul, apparaissent en vendeurs de voitures.
- Martin Sheen, le héros de Apocalypse Now, fait une brève apparition dans Hot Shots! 2, où son fils Charlie Sheen se rend en Irak en bateau de pêche alors que lui revient du Viêt Nam, faisant référence au film de Coppola. Lorsqu'ils se croisent sur le rivage, ils s'écrient en même temps : « Tu étais super dans Wall Street ! », le film d'Oliver Stone dans lequel père et fils avaient un rôle.
- Dans L'Armée des morts, remake du film Zombie de George A. Romero, les acteurs Ken Foree et Scott H. Reiniger, personnages principaux de Zombie, font une apparition, ainsi que Tom Savini, maquilleur habituel des films de Romero.
- Dans Hulk (2003), Lou Ferrigno, l'acteur incarnant le monstre vert de la série télévisée L'Incroyable Hulk, fait une apparition dans le rôle d'un vigile aux côtés de Stan Lee, le créateur du personnage de Hulk.
- Dans Le Territoire des morts (Land of the dead) de George Romero, Edgar Wright et Simon Pegg, respectivement réalisateur et acteur principal du film Shaun of the Dead, font une apparition furtive en tant que zombies.
- Dans La Guerre des Mondes (2005), les acteurs principaux du film de 1953, Gene Barry et Ann Robinson, apparaissent à la fin du film en tant que parents de l'ex-femme de Ray (joué par Tom Cruise), Mary Ann (interprétée par Miranda Otto).
- Dans L'Affaire Thomas Crown (1999), on retrouve Faye Dunaway jouant la psychiatre. Elle jouait le rôle de Vicki Anderson dans la version du film de 1968, avec Steve McQueen dans le rôle-titre.
- Dans King Kong de Peter Jackson, Rick Baker interprète l'un des pilotes qui abattent Kong à la fin du film. Dans la version de 1976, il était chargé des effets spéciaux et interpréta même le rôle du gorille dans plusieurs scènes, vêtu d'un costume fabriqué par ses soins.
- Dans le film Perdus dans l'espace (Lost in Space) on peut apercevoir les acteurs de la série d'origine à l'exception de Guy Williams décédé en 1989, de Bill Mumy (qui incarnait Will Robinson à l'époque) et de Jonathan Harris décédé en 2002.
- Dans la version cinématographique de Chapeau melon et bottes de cuir, l'acteur Patrick Macnee, qui interprétait John Steed durant toute la série, apparaît en tant qu'homme invisible, dont on ne voit que les contours.
- Dans la scène d'introduction du film Course à la mort, David Carradine apparaît sous le masque de Frankenstein, rôle qu’il interprétait dans le film d'origine.
- Dans le film Belphégor, le fantôme du Louvre on aperçoit Juliette Gréco qui jouait dans la série d'origine.
- Dans L'Aîné des Ferchaux réalisé par Jean-Pierre Melville en 1963, Jean-Paul Belmondo incarnait le fils. 40 ans plus tard, dans la version télévisée, il incarne le père aux côtés de Samy Naceri.
- Dans Max la Menace, Bernie Kopell, Siegfried dans la série, fait une apparition en incarnant le conducteur de l’Opel dans laquelle Max veut faire un tour.
- Dans Star Trek (onzième film) et dans Star Trek Into Darkness (2013), Leonard Nimoy qui jouait Monsieur Spock dans la série originale, apparaît en tant que vieux Spock et rencontre même le jeune Spock (Zachary Quinto).
- Dans L'Agence tous risques (2010), Dirk Benedict (le Futé originel) et Dwight Schultz (le Looping originel) apparaissent lors de la séquence post-générique.
- Dans Hairspray de 2007, Jerry Stiller interprète le rôle de Mr. Pinky alors que dans Hairspray de 1988, il interprétait Wilbur Turnblad, et John Waters, le réalisateur du film de 1988 joue un exhibitionniste dans la scène d'ouverture.
- Dans Benvenuti al Sud de 2010, remake italien de Bienvenue chez les Ch'tis (2008), Dany Boon fait une apparition dans le rôle d'un touriste français à l'accent Ch'tis.
- Dans 21 Jump Street (2012), Johnny Depp et Peter DeLuise interprètent deux policiers infiltrés, anciens membres de la série télévisée 21 Jump Street, qui viennent en aide aux deux héros du film. Holly Robinson Peete interprète un agent de police.
- Dans Django Unchained (2012), Franco Nero, qui avait tenu le rôle principal du film Django (1966) de Sergio Corbucci, fait une apparition dans le rôle d'un propriétaire d'esclaves italien.
- Dans le film About Last Night (remake 2014) de Steve Pink, Danny (Michael Ealy) et Debbie (Joy Bryant) regardent le film original (1986) d'Edward Zwick et dont leurs rôles sont initialement joués par Demi Moore et Rob Lowe[3].
- Dans Star Trek : Sans limites, les affaires de Spock Prime (Leonard Nimoy) offertes à Spock (Zachary Quinto) contiennent une photo de l'équipage tirée de la série cinématographique originale.
- Dans Belle et Sébastien (2013), remake cinématographique de la série télévisée du même nom, Mehdi El Glaoui, qui avait tenu à partir de 1965 le rôle principal de Sébastien dans la série, interprète le rôle d'André, un chasseur.
- Dans CHiPs (2017), Erik Estrada, héros de la série originale CHiPs apparaît en tant que secouriste.

## Caméo de l'auteur de l'œuvre
Lorsqu'un film est adapté d'une œuvre littéraire (roman, bande dessinée ...), son auteur y fait parfois une brève apparition :
- Dans Un thé au Sahara de Bernardo Bertolucci, Paul Bowles, l'auteur éponyme du roman, est assis à une table dans la scène du café au début du film.
- Dans Trainspotting de Danny Boyle, Irvine Welsh, l'auteur du roman éponyme, joue le rôle d'un dealer qui vend des suppositoires à Renton, joué par Ewan McGregor. Welsh s'était basé sur sa propre expérience pour créer le personnage de Renton.
- Dans l'adaptation au cinéma de La Ruche, Camilo José Cela joue un petit rôle comme Matías.
- Dans Las Vegas Parano (1998), Hunter S. Thompson auteur et personnage principal du roman éponyme interprète son propre rôle, un Raoul Duke vieux rencontrant Raoul Duke jeune (Johnny Depp).
- Stan Lee (créateur des comics) fait une courte apparition dans la plupart des films de super-héros estampillés Marvel : Spider-Man, Daredevil, etc. Il joue notamment son propre rôle dans Les Quatre Fantastiques et le Surfer d'argent.
- Dans Everything is illuminated de Liev Schreiber, Jonathan Safran Foer, l'auteur du livre éponyme, apparaît au tout début du film dans le rôle d'un jardinier qui disperse des feuilles mortes.
- Dans The Hours de Stephen Daldry (2002) l'auteur du roman éponyme Michael Cunningham fait une courte apparition en tant que passant dans une rue lorsque Clarissa, jouée par Meryl Streep, va acheter des fleurs. Il devait parler avec elle mais la scène a été coupée au montage.
- Dans Big Fish de Tim Burton (2003), l'auteur du roman éponyme, Daniel Wallace, fait une apparition en tant que professeur d'économie.
- Dans Ne le dis à personne de Guillaume Canet (2006), Harlan Coben, l'auteur du roman éponyme, apparaît dans la scène de la gare.
- Dans la série télévisée Bones, Kathy Reichs, l'auteur des livres policiers ayant inspiré la série, fait une apparition dans un épisode de la deuxième saison.
- Dans 99 francs de Jan Kounen (2007), Frédéric Beigbeder auteur du roman éponyme, fait plusieurs apparitions lorsque le personnage de Octave Parango fait un bad trip.
- Dans Laisse tes mains sur mes hanches, réalisé par Chantal Lauby, Salvatore Adamo, auteur de la chanson Mes mains sur tes hanches, apparaît dans le film.
- Dans L'Exorciste, l'auteur du livre sur lequel est basé le film, William Peter Blatty, apparaît brièvement dans le rôle d'un reporter de la télévision locale.
- Dans Hairspray (2007), adaptation de la comédie musicale tirée du film de John Waters (réalisé en 1988), le réalisateur joue le rôle du pervers exhibitionniste en imperméable pendant la chanson Good Morning Baltimore.
- Dans Les Dents de la mer de Steven Spielberg (1975), Peter Benchley auteur du livre éponyme apparaît quelques secondes dans le rôle d'un interviewer télé présent sur la plage d'Amity.
- Dans La Peau sur les os de Tom Holland (1996), Stephen King auteur du livre éponyme apparaît dans le rôle d'un pharmacien refusant de soigner le gitan. Il apparait également dans un épisode du film en trois volet tirés du livre "Le Fléau" sous les traits d'un figurant.
- Dans Twilight, chapitre I : Fascination de Catherine Hardwicke (2008), Stephenie Meyer, l'auteur du roman, apparaît brièvement lors d'une scène dans un bar-restaurant où elle commande une salade végétarienne, et dans Twilight, chapitre IV : Révélation réalisé en 2011 par Bill Condon, Stephenie Meyer fait également une brève apparition lors du mariage de Bella et Edward.
- Dans Rose Red de Craig R. Baxley (2006), Stephen King, l'auteur du roman éponyme, apparaît au pas de la porte de la maison, c'est le livreur de pizzas.
- Dans Da Vinci Code de Ron Howard (2006), on peut apercevoir brièvement Dan Brown lors de la scène où Robert Langdon, héros du roman et du film, signe des autographes.
- Dans Les Aventures de Tintin, Hergé apparaît en tant que personnage secondaire dans chacun des épisodes.
- Dans Requiem for a Dream de Darren Aronofsky, Hubert Selby, l'auteur du roman Retour à Brooklyn, joue le rôle du garde hilare qui se moque de Tyrone.
- Dans La Nuit déchirée (Sleepwalkers) de Mick Garris, Stephen King, l'auteur du roman, joue le rôle du fossoyeur.
- Dans Maximum Overdrive (1986), dont il est également le réalisateur, Stephen King est la première victime des machines devenus conscientes: il se fait insulter par un distributeur de billets.
- Dans Délivrance (Deliverance, 1972) de John Boorman, James Dickey, auteur du roman dont le film est tiré et du scénario, joue le rôle du Sheriff Bullard.
- Dans La Chambre des morts (2007) d'Alfred Lot, Franck Thilliez, auteur du roman dont le film est tiré, joue le rôle d'un employé des pompes funèbres.
- Dans Benvenuti al Sud de 2010, remake italien de Bienvenue chez les Ch'tis (2008), Dany Boon fait une apparition dans le rôle d'un touriste français à l'accent Ch'tis.
- Terry Pratchett, auteur des "Annales du disque-monde", apparait dans les films "The colour of Magic" et "Les contes du disque-monde", tous deux inspirés de ses œuvres, en tant qu'astrozoologiste dans "The colour of Magic", et en tant que vendeur de jouets dans "Les contes du disque-monde".
- Dans La Couleur des sentiments (The Help) (2011) Kathryn Stockett figure comme invitée lors d'une réunion.
- Dans Les Aventures de Tintin : Le Secret de La Licorne (2011) réalisé par Steven Spielberg, Hergé apparaît au début du film comme artiste de rue faisant le portrait de Tintin.
- Dans Émile et les Détectives, le remake de 1954, Erich Kästner, l'auteur du roman éponyme, fait une brève apparition à la fin du film, sur le balcon, lorsque les enfants poursuivent le voleur.
- Dans une scène seulement présente dans la version longue de Nos étoiles contraires, John Green joue le rôle du père de la petite fille curieuse. Il n'apparaît que brièvement, la scène étant centrée sur la petite fille et Hazel.
- Dans le film Divergente (2014) de Neil Burger apparaît Veronica Roth, l'auteur de la série littéraire[4]. Après le jeu de guerre des audacieux, un rituel d'initiation consistant à rejoindre la base par les toits à l'aide d'une tyrolienne est organisé ; la première personne qui ouvre et passe la porte est  Veronica Roth.
- Dans le film Pas son genre (2014) de Lucas Belvaux apparaît Philippe Vilain, l'auteur du roman du même titre, lors d'une soirée parisienne où se rend le héros.

- Dans le film Ça : Chapitre 2, Stephen King fait une brève apparition vendeur dans une boutique où Billy adulte retrouve son vélo Silver.

## Caméo dans l'adaptation d'une autobiographie
- Dans Padre padrone de Paolo et Vittorio Taviani (1977), Gavino Ledda, l'auteur du roman autobiographique éponyme, apparaît au début du film en tant que narrateur devant l'entrée de l'école où son personnage âgé de six ans effectue sa rentrée.
- Dans À la recherche du bonheur de Gabriele Muccino (2007), Chris Gardner fait une brève apparition à la fin du film qui est inspiré de son autobiographie.
- Dans Autour de Minuit, film de Bertrand Tavernier inspiré du livre autobiographique de Francis Paudras, on voit ce dernier comme client de la boîte où se produit le saxophoniste Dale Turner, joué par Dexter Gordon.

## Caméos d'autres personnages réels
Lorsqu'un film est inspiré de la vie d'une personne réelle, celle-ci se voit parfois attribuer un petit rôle :
- Dans Écarts de conduite (2001), Beverly et Jason d'Onofrio sont des invités au mariage de Beverly (Drew Barrymore).
- Dans Erin Brockovich (2000), où Julia Roberts interprète le rôle éponyme, la véritable Erin joue le rôle d'une serveuse prénommée Julia (vers 9 min 10 s).
- Domino Harvey apparaît tout à la fin de Domino, le film qui lui est dédié.
- Dans JFK (1991), Jim Garrison (dont le rôle est interprété par Kevin Costner) apparaît en tant qu'Earl Warren, président de la commission dont Garrison entendait réfuter les conclusions.
- Dans le film L'Étoffe des héros, Chuck Yeager joue le rôle d'un vieil homme qui sert des boissons dans le bar de Pancho Barnes, près de la base Edwards et qui s'offusque qu'un des aviateurs ne soit pas pris comme astronaute en raison de son faible niveau d'étude (reproche souvent utilisé à l'encontre de Yeager).
- Dans Apollo 13 (1995), Tom Hanks joue le rôle de Jim Lovell, chef de la mission catastrophique (Houston, we've had a problem) vers la lune. À la fin du film, le rôle du capitaine du vaisseau qui récupère les astronautes en mer et auquel Tom Hanks serre la main est joué par Jim Lovell. La véritable Mme Lovell est figurante lors de la scène du décollage, dans les gradins.
- Dans Alice's Restaurant d'Arthur Penn (1969), la vraie Alice Brock apparaît au moins trois fois, incarnant des personnages secondaires.
- Dans Barfly de Barbet Schroeder (1987), Charles Bukowski fait une brève apparition en pilier de comptoir.
- Dans Arrête-moi si tu peux de Steven Spielberg (2002), le vrai Frank Abagnale Jr., héros de l'histoire, joue le rôle d'un policier français.
- Dans Larry Flynt de Miloš Forman (1997), le vrai Larry Flynt joue le rôle du juge Morrissey.
- Dans Sue Thomas, l'œil du FBI de Dave Alan Johnson et Gary R. Johnson (2002-2005), Suzanne Thomas fait une apparition en se présentant en tant qu'actrice alors que Deanne Bray se présente en tant qu'aide du FBI.
- Dans Bienvenue à Zombieland de Ruben Fleischer (2009), Bill Murray joue son propre rôle (récompensé par le prix du meilleur cameo aux Scream Award 2010).
- Dans le film Les Seigneurs de Dogtown, tous les personnages centraux du film font une apparition.
- Dans Le Crabe-Tambour de Pierre Schoendoerffer, Pierre Guillaume, le vrai Crabe-Tambour joue le rôle du Procureur.
- Dans 127 heures de Danny Boyle (2010), Aron Ralston apparaît avec sa femme Jessica et son fils Leo à la fin du film qui est basé sur un fait marquant de sa vie.
- Dans L'Armée des ombres, de Jean-Pierre Melville (1969), André Dewavrin, dit le colonel Passy, joue son propre rôle dans la scène de la rencontre avec De Gaulle à Londres.
- Dans Les Stagiaires, de Shawn Levy (2013), le PDG de Google Sergey Brin fait deux brèves apparitions : lorsque Billy et Nick arrivent pour le stage au début du film et lorsqu'ils sont embauchés à la fin (il les félicite en leur tapant dans la main).
- Dans Le Loup de Wall Street de Martin Scorsese (2013), le véritable Jordan Belfort apparaît aux côtés de celui qui l'interprète, Leonardo DiCaprio, en tant que présentateur.
- Dans le film espagnol Les Repentis d'Icíar Bollaín (2021) consacré à la militante pacifiste basque Maixabel Lasa, celle-ci apparaît dans la scène finale (à 1h45'43"), aux côtés de l'actrice Blanca Portillo qui joue son rôle.
- Dans la série Les Têtes brulées, Gregory Boyington apparait dans le 15e épisode de la  saison 1, intitulé « Objectif Rabaul » 2/2 en français et « The deadliest enemy of all » en anglais où il incarne un général qui se trouve en  compagnie du général Moore, il serra la main de Robert Conrad, qui joue son rôle avec un grand sourire dans cette scène.
- Dans L'Homme qui n'a jamais existé (The Man who never Was), Ewen Montagu, qui a mis sur pied l'opération et qui a écrit le livre conduisant au film, apparaît sous les traits d'un Air Marshal.

## Caméos de caution
Lorsqu'un film revendique un fort réalisme historique ou scientifique, il arrive qu'une personnalité compétente lui accorde sa caution en y acceptant un petit rôle :
| Titre du film                 | Réalisateur             | Personnalité                                                       | Personnage                                     | Remarques                                                        |
| ----------------------------- | ----------------------- | ------------------------------------------------------------------ | ---------------------------------------------- | ---------------------------------------------------------------- |
| Les Palmes de monsieur Schutz | Claude Pinoteau         | Georges Charpak et Pierre-Gilles de Gennes, prix Nobel de physique | Apparition conjointe en livreurs de pechblende | Le film relate la découverte du radium par Pierre et Marie Curie |
| Dodgeball                     | Rawson Marshall Thurber | Lance Armstrong et Chuck Norris                                    | Jouent leurs propres rôles                     |                                                                  |
| Austin Powers dans Goldmember | Jay Roach               | Britney Spears                                                     | Joue son propre rôle                           |                                                                  |
| Funny People                  | Judd Apatow             | Eminem                                                             | Joue son propre rôle                           |                                                                  |
| La Cité de la peur            | Alain Berbérian         | Dave                                                               | Joue son propre rôle                           | Sa seule réplique est "Non"                                      |
| Poltergay                     | Éric Lavaine            | Dave                                                               | Joue son propre rôle                           | Sa seule réplique est "Oui"                                      |
| L'Aile ou la Cuisse           | Claude Zidi             | Philippe Bouvard                                                   | Joue son propre rôle                           | Présente l'émission qui oppose Tricatel à Louis de Funès         |
| Le Président                  | Henri Verneuil          | Claude Darget                                                      | interroge Bernard Blier (Chalamon)             |                                                                  |

## Autres caméos
- Du scénariste :
  - Dans The Social Network de David Fincher, Aaron Sorkin, scénariste du film, apparaît brièvement en tant que journaliste publicitaire new-yorkais.
  - Dans Desperate Housewives, Marc Cherry, le créateur de la série, apparaît brièvement en tant que déménageur durant le tout dernier épisode.
- Du compositeur de la bande son :
  - Dans Le Pacha de Georges Lautner, Serge Gainsbourg compositeur de la bande originale « Requiem pour un con » croise Jean Gabin dans un studio d'enregistrement.
  - Dans Subway, Éric Serra joue l'un des membres du groupe formé par le personnage de Christophe Lambert.
  - Dans Tron : L'Héritage (2011), le groupe Daft Punk, compositeur de la bande originale du film, apparaît dans son propre rôle de DJs dans une boîte de nuit.
- D'un acteur ayant figuré dans un précédent film du même réalisateur :
  - Dans Titanic de James Cameron, Jenette Goldstein ayant joué un soldat dans Aliens, le retour et la mère adoptive de John Connor dans Terminator 2 apparait en tant que mère irlandaise avec ses deux enfants.
  - Dans Independence Day de Roland Emmerich, Erick Avari apparait en tant que chef du SETI après avoir joué l'hôte d’accueil de l'exoplanète dans Stargate.
  - Dans G.I. Joe de Stephen Sommers, Brendan Fraser fait une apparition en tant que Sergent Stone en clin d’œil pour son rôle de Rick O'Connell dans La Momie et ses suites.
  - Dans Le Décalogue de Krzysztof Kieślowski, Artur Barciś fait une apparition dans chaque film après avoir été très présent dans Le Décalogue 1 : Un seul Dieu tu adoreras.
  - Dans Scream 2 de Wes Craven, Rose McGowan (Tatum Riley dans le film précédent) fait une apparition en tant que spectatrice lors de la première de Stab.
- De réalisateurs célèbres :
  - Dans le film italo-canadien Le Monde de Barney de Richard J. Lewis (en), trois des plus célèbres réalisateurs canadiens font une apparition : Atom Egoyan et David Cronenberg dans les rôles des réalisateurs du feuilleton que produit le personnage principal ; Denys Arcand dans celui du maître d'hôtel d'un restaurant.
- Caméos audio :
  - Dans la série audio de Franck « Knarf » Guillois intitulée Les Aventuriers du Survivaure, le personnage du nain, issu du Donjon de Naheulbeuk fait une courte apparition au cours de l'un des épisodes. Le nain, d'ailleurs, disparaît quelques instants, dans sa série d'origine, faisant le lien avec son apparition dans Les Aventuriers du Survivaure.
  - Dans la série audio Reflets d'Acide, de JBX, les personnages de la série (audio également) Adoprixtoxis font une courte apparition dans l'un des épisodes, à travers la boule de cristal du prêtre de Shamrodia. Cependant, au cours d'un épisode de la série Adoprixtoxis, ce sont les personnages de Reflets d'Acide qui font, à leur tour, apparition... On entendra le prêtre de Shamrodia dans le nounours de Kevin quelques épisodes plus tard.
  - Dans la série audio Xantah, qui suit Adoprixtoxis, JBX apparaît dans le rôle d'un journaliste.
  - Au cours d'un épisode de la série audio La D.G.S.C.E. 2 font apparition les personnages principaux de la série Matrick : La Matruc.
- Autre :
  - Dans Casino Royale (2006), le milliardaire britannique Richard Branson apparaît brièvement dans une scène d'aéroport où il joue le rôle d'un passager.
  - Dans ICI Laflaque, le caricaturiste Serge Chapleau apparaît en chair et en os dans chacun des derniers épisodes et son personnage dans chacun des épisodes.
  - Dans Machete Kills (2013), l'entrepreneur Elon Musk, jouant alors son propre rôle, serre la main à Machete avant que ce dernier n'embarque à bord d'une fusée Falcon 9 de la société SpaceX.
  - Dans Sin City : J'ai tué pour elle (2014), Lady Gaga joue le rôle d'une serveuse.
  - Dans la série Game of Thrones, le chanteur Ed Sheeran joue le rôle d'un soldat de la maison Lannister chantant pour d'autres soldats.
  - Dans la série Stargate SG-1, deux Chief of Staff of the United States Air Force apparaissent dans la série :
    - Le Général Michael E. Ryan (en) apparait dans l'épisode 19 de la quatrième saison
    - Le Général John P. Jumper (en) apparait dans l'épisode 22 de la septième saison